# FOTT
Il programma FOTT americano è inerente al successore del TOW (Follow-On Tow), ma finora non si è concretizzato in nulla di operativo, data la mancanza di bersagli corazzati di ultima generazione e la eccellenza dei TOW di ultimi modelli.
Il nuovo missile anticarro che avrebbe dovuto sostituire il BGM-71 TOW venne pensato a partire dagli anni '90 in quanto si riteneva che il precedente fosse ormai al limite della validità operativa, a causa dello sviluppo di nuovi e più potenti mezzi corazzati, dotati di protezioni incrementate. Inoltre, esisteva anche la possibilità di provare una nuova generazione di sensori di sorveglianza e sistemi di guida termici e ottici.
La compatibilità con le numerosissime piattaforme TOW -circa 5000- in servizio nell'US Army in termini di dimensioni e pesi era l'unico punto in comune dichiarato con il precedente missile. L'arma sarebbe entrata in servizio nel XXI secolo, in funzione controcarro a lunga gittata con un massimo raggio indicato in 5 km e naturalmente avrebbe potuto perforare 'tutte le corazze conosciute', come requisito standard per un'arma di nuova generazione. Altri requisiti erano la capacità 'fire and forget' ovvero il missile avrebbe dovuto autoguidarsi sull'obiettivo, ma con teleguida umana come back-up, e la modularità dell'ordigno per permettere migliorie progressive in gittata, letalità e altro ancora.
Tuttavia, il programma, con la fine dell'epoca delle grandi battaglie tra carri armati, è passato in una condizione di bassa priorità e non è stato mai definito in maniera esaustiva, tanto nessun missile è mai costruito o tantomeno lanciato nemmeno in esperimenti, e alla fine, la constatazione di come l'armamento missilistico corrente fosse pienamente all'altezza delle minacce probabili da affrontare ha prevalso sulla necessità di un nuovo, costoso programma pluriennale.
A questo si aggiunga che i missili TOW sono stati notevolmente perfezionati nel corso degli anni, e presentano caratteristiche di tutto rispetto in termini di letalità. Anche i missili FGM-148 Javelin, il primo tipo di missile controcarro americano del dopo-guerra fredda, ha dato due importanti indicazioni, una volta in servizio.
Infatti, esso si è dimostrato sia efficace su distanze di oltre 2,5 km max. sia estremamente costoso (70.000 dollari al pezzo, quando anche i più avanzati TOW 2B giungono a valori dell'ordine dei 12000). Ciò ha ridotto l'esigenza di nuovi missili, ma anche portato a considerazioni sui costi che un'arma di categoria superiore potrebbe facilmente raggiungere.
Queste ed altre considerazioni (come le guerre regionali in cui le minacce sono tecnologicamente modeste mentre i costi gestionali elevatissimi) hanno spinto l'US Army a depennare il programma nel corso degli ultimi anni.